# 硬尾鴨亞科
硬尾鴨亞科（學名：Oxyurinae）是雁形目鴨科下的一個亞科，其分類包含的範圍與演化關係仍有爭議。多數硬尾鴨亞科的成員尾部都有僵硬、在休息時會上挺的羽毛，也具有較大的喙。雖然牠們的演化關係仍不明確，但普遍認為與天鵝、鵝的關係較與鴨的關係接近。硬尾鴨亞科種類最多的地區是美洲較暖的地區，但至少有一個種類是分布於全球的。
硬尾鴨的形態與淡水的潛水鴨類似，尤其是在陸地上行走時，其腿的位置太靠後而不便在陸上行走，所以較少離開水面。休息時其尾部挺起的硬羽是特徵，游泳時通常吃水較深。硬尾鴨在繁殖季時的求偶展示包括用膨大的喉囊發出嗡嗡的聲響、搖晃頭部和挺起的冠羽。通常是單獨以特別的儀式求偶，但麝鴨求偶時會集中到求偶場，求偶儀式因而較簡單。

## 分類
硬尾鴨亞科下有四個屬，其中一個屬為中等大小，另外三個（或兩個）屬都是單型的。
- 硬尾鴨屬
- 花臉硬尾鴨屬
- 麝鴨屬（英语：Biziura）
- 黑頭鴨屬

黑頭鴨屬被認為較接近基群，其外型與典型的鴨科物種相似，具有較短的尾與較典型的喙。花臉硬尾鴨的分類地位在硬尾鴨亞科中則較中型，在黑頭鴨稍後從主要分支分出。
麝鴨最明顯的特徵之一是兩性異形，其分類地位並不十分明確，解剖學上的特徵較類似硬尾鴨，但仍有許多獨特的特徵。細胞色素b的粒線體DNA序列分析顯示麝鴨與紅耳鴨屬的關係較接近，若結果屬實，則硬尾鴨將是雁形目下已知最劇烈的分歧演化適應的例子之一。

## 演化
目前較為確定的是麝鴨嚴格來說可能不屬於硬尾鴨亞科的成員，而是另一個距離不是很遠的支序，其後肢骨骼與硬尾鴨亞科的相似則來自趨同演化。麝鴨與硬尾鴨兩支可能都很古老，是岡瓦那大陸（主要是現在的澳洲）輻射適應的水鳥，同時期輻射適應演化出的物種還包括蠟嘴雁、扁嘴鵝、澳洲斑鴨與棉鴨等，但這些支序彼此間的關係都不明確，例如白背鴨也有些與硬尾鴨屬相似的特徵，但有可能也是來自趨同演化。
硬尾鴨亞科下有一屬化石物種：Tirarinetta，存在於上新世的澳洲。另有三個分類地位不明的水鳥的屬：存在於恰特期晚期至中新世中期的中歐的Mionetta、存在於中新世中早期的紐西蘭奧塔哥的Dunstanetta與Manuherikia，皆與硬尾鴨亞科具有某些相似之處，而從生物地理學來看，後兩者很可能真的與硬尾鴨亞科有關聯。另一方面，Manuherikia與Mionetta有時被合併為一個稱為Dendrocheninae的亞科，皆演化出了潛水的能力，並與鴨科一支較古老的支序樹鴨亞科較為接近。

## 註腳
1. ↑  意指其下只有包含一個物種
2. ↑  指性狀較為原始，在親緣關係學中最早的大型演化支，通常會被安排於演化樹的最底層，並可進一步延伸其他演化分支
3. ↑  曾一度歸屬於硬尾鴨亞科
4. ↑   註:

## 外部連結
- 维基共享资源上的相關多媒體資源：硬尾鴨亞科